# ATP Tour 1997
Die ATP Tour 1997 war der achte Jahrgang der Herrentennis-Turnierserie, die jährlich von der Association of Tennis Professionals ausgetragen wird.

## Übersicht
| Anzahl der Turniere nach Turnierserie |
| ------------------------------------- |
| Grand Slam                            |
| ATP Finals Grand Slam Cup             |
| ATP Championship Series, Single-Week  |
| ATP Championship Series               |
| ATP World Series                      |
| Davis Cup                             |
| Teamwettbewerbe                       |

## Januar
| Datum1   | Ort       | Turnier                                  | Serie        | Belag2      | Sieger Einzel    | Sieger Doppel                    |
| -------- | --------- | ---------------------------------------- | ------------ | ----------- | ---------------- | -------------------------------- |
| 23.12.96 | Doha      | Qatar Mobil Open                         | World Series | Hartplatz   | Jim Courier      | Jacco Eltingh Paul Haarhuis      |
| 23.12.96 | Adelaide  | Australian Men’s Hardcourt Championships | World Series | Hartplatz   | Todd Woodbridge  | Patrick Rafter Bryan Shelton     |
| 06.01.   | Sydney    | Sydney International                     | World Series | Hartplatz   | Tim Henman       | Luis Lobo Javier Sánchez         |
| 06.01.   | Auckland  | BellSouth Open                           | World Series | Hartplatz   | Jonas Björkman   | Ellis Ferreira Patrick Galbraith |
| 13.01.   | Melbourne | Australian Open                          | Grand Slam   | Hartplatz   | Pete Sampras     | Todd Woodbridge Mark Woodforde   |
| 27.01.   | Zagreb    | Croatian Indoors                         | World Series | Teppich (i) | Goran Ivanišević | Saša Hiršzon Goran Ivanišević    |
| 27.01.   | Shanghai  | Shanghai Open '97                        | World Series | Teppich (i) | Ján Krošlák      | Maks Mirny Kevin Ullyett         |

## Februar
| Datum1 | Ort          | Turnier                          | Serie               | Belag2        | Sieger Einzel    | Sieger Doppel                    |
| ------ | ------------ | -------------------------------- | ------------------- | ------------- | ---------------- | -------------------------------- |
| 10.02. | Dubai        | Dubai Tennis Open                | World Series        | Hartplatz     | Thomas Muster    | Sander Groen Goran Ivanišević    |
| 10.02. | Marseille    | Open 13                          | World Series        | Hartplatz (i) | Thomas Enqvist   | Thomas Enqvist Magnus Larsson    |
| 10.02. | San Jose     | Sybase Open                      | World Series        | Hartplatz (i) | Pete Sampras     | Brian MacPhie Gary Muller        |
| 17.02. | Antwerpen    | European Community Championships | Championship Series | Hartplatz (i) | Marc Rosset      | David Adams Olivier Delaître     |
| 17.02. | Memphis      | Kroger/St. Jude International    | Championship Series | Hartplatz (i) | Michael Chang    | Ellis Ferreira Patrick Galbraith |
| 24.02. | Mailand      | Italian Indoors                  | Championship Series | Teppich (i)   | Goran Ivanišević | Pablo Albano Peter Nyborg        |
| 24.02. | Philadelphia | Advanta Championships            | Championship Series | Hartplatz (i) | Pete Sampras     | Sébastien Lareau Alex O’Brien    |

## März
| Datum1 | Ort              | Turnier                           | Serie        | Belag2      | Sieger Einzel      | Sieger Doppel                   |
| ------ | ---------------- | --------------------------------- | ------------ | ----------- | ------------------ | ------------------------------- |
| 03.03. | Rotterdam        | ABN/AMRO World Tennis Tournament  | World Series | Teppich (i) | Richard Krajicek   | Jacco Eltingh Paul Haarhuis     |
| 03.03. | Scottsdale       | Franklin Templeton Tennis Classic | World Series | Hartplatz   | Mark Philippoussis | Luis Lobo Javier Sánchez        |
| 10.03. | Indian Wells     | Newsweek Champions Cup            | ATP Super 9  | Hartplatz   | Michael Chang      | Mark Knowles Daniel Nestor      |
| 10.03. | Kopenhagen       | Kopenhagen Open                   | World Series | Teppich (i) | Thomas Johansson   | Andrei Olchowski Brett Steven   |
| 17.03. | Miami            | The Lipton Championships          | ATP Super 9  | Hartplatz   | Thomas Muster      | Todd Woodbridge Mark Woodforde  |
| 17.03. | Sankt Petersburg | St. Petersburg Open               | World Series | Teppich (i) | Thomas Johansson   | Andrei Olchowski Brett Steven   |
| 24.03. | Casablanca       | Grand Prix Hassan II              | World Series | Sand        | Hicham Arazi       | João Cunha e Silva Nuno Marques |

## April
| Datum1 | Ort         | Turnier                             | Serie               | Belag2    | Sieger Einzel      | Sieger Doppel                     |
| ------ | ----------- | ----------------------------------- | ------------------- | --------- | ------------------ | --------------------------------- |
| 07.04. | Hongkong    | Salem Open                          | World Series        | Hartplatz | Michael Chang      | Martin Damm Daniel Vacek          |
| 07.04. | Estoril     | Estoril Open                        | World Series        | Sand      | Àlex Corretja      | Gustavo Kuerten Fernando Meligeni |
| 07.04. | Chennai     | Gold Flake Open                     | World Series        | Hartplatz | Mikael Tillström   | Mahesh Bhupathi Leander Paes      |
| 14.04. | Barcelona   | Open SEAT-Godó '97                  | Championship Series | Sand      | Albert Costa       | Alberto Berasategui Jordi Burillo |
| 14.04. | Tokio       | Japan Open                          | Championship Series | Hartplatz | Richard Krajicek   | Martin Damm Daniel Vacek          |
| 21.04. | Monte Carlo | Eutelsat Monte Carlo Open           | ATP Super 9         | Sand      | Marcelo Ríos       | Donald Johnson Francisco Montana  |
| 21.04. | Orlando     | U.S. Men’s Clay Court Championships | World Series        | Sand      | Michael Chang      | Mark Merklein Vincent Spadea      |
| 28.04. | Prag        | Paegas Czech Open                   | World Series        | Sand      | Cédric Pioline     | Mahesh Bhupathi Leander Paes      |
| 28.04. | Atlanta     | AT&T Challenge                      | World Series        | Sand      | Marcelo Filippini  | Kelly Jones Scott Melville        |
| 28.04. | München     | BMW Open                            | World Series        | Sand      | Mark Philippoussis | Pablo Albano Àlex Corretja        |

## Mai
| Datum1 | Ort           | Turnier                                | Serie          | Belag2 | Sieger Einzel     | Sieger Doppel                   |
| ------ | ------------- | -------------------------------------- | -------------- | ------ | ----------------- | ------------------------------- |
| 05.05. | Coral Springs | America’s Red Clay Tennis Championship | World Series   | Sand   | Jason Stoltenberg | Dave Randall Greg Van Emburgh   |
| 05.05. | Hamburg       | German Open                            | ATP Super 9    | Sand   | Andrij Medwedjew  | Luis Lobo Javier Sánchez        |
| 12.05. | Rom           | Italian Open                           | ATP Super 9    | Sand   | Àlex Corretja     | Mark Knowles Daniel Nestor      |
| 19.05. | Düsseldorf    | ARAG ATP World Team Championship       | World Team Cup | Sand   | Spanien           |                                 |
| 19.05. | St. Pölten    | Internationaler Raiffeisen Grand Prix  | World Series   | Sand   | Marcelo Filippini | Kelly Jones Scott Melville      |
| 26.05. | Paris         | French Open                            | Grand Slam     | Sand   | Gustavo Kuerten   | Jewgeni Kafelnikow Daniel Vacek |

## Juni
| Datum1 | Ort              | Turnier                                     | Serie        | Belag2 | Sieger Einzel      | Sieger Doppel                     |
| ------ | ---------------- | ------------------------------------------- | ------------ | ------ | ------------------ | --------------------------------- |
| 09.06. | Halle (Westf.)   | Gerry Weber Open                            | World Series | Rasen  | Jewgeni Kafelnikow | Karsten Braasch Michael Stich     |
| 09.06. | London           | The Stella Artois Grass Court Championships | World Series | Rasen  | Mark Philippoussis | Mark Philippoussis Patrick Rafter |
| 09.06. | Bologna          | XII Internazionali di Tennis CARISBO        | World Series | Sand   | Félix Mantilla     | Gustavo Kuerten Fernando Meligeni |
| 16.06. | Nottingham       | The Nottingham Open                         | World Series | Rasen  | Greg Rusedski      | Ellis Ferreira Patrick Galbraith  |
| 16.06. | ’s-Hertogenbosch | Heineken Trophy                             | World Series | Rasen  | Richard Krajicek   | Jacco Eltingh Paul Haarhuis       |
| 23.06. | Wimbledon        | Wimbledon Championships                     | Grand Slam   | Rasen  | Pete Sampras       | Todd Woodbridge Mark Woodforde    |

## Juli
| Datum1 | Ort              | Turnier                                       | Serie               | Belag2    | Sieger Einzel   | Sieger Doppel                     |
| ------ | ---------------- | --------------------------------------------- | ------------------- | --------- | --------------- | --------------------------------- |
| 07.07. | Gstaad           | Rado Swiss Open                               | World Series        | Sand      | Félix Mantilla  | Jewgeni Kafelnikow Daniel Vacek   |
| 07.07. | Newport          | Miller Lite Hall of Fame Tennis Championships | World Series        | Rasen     | Sargis Sargsian | Justin Gimelstob Brett Steven     |
| 07.07. | Båstad           | Investor Swedish Open                         | World Series        | Sand      | Magnus Norman   | Nicklas Kulti Mikael Tillström    |
| 14.07. | Stuttgart        | 1997 Mercedes Cup                             | Championship Series | Sand      | Àlex Corretja   | Gustavo Kuerten Fernando Meligeni |
| 14.07. | Washington, D.C. | Legg Mason Tennis Classic                     | Championship Series | Hartplatz | Michael Chang   | Luke Jensen Murphy Jensen         |
| 21.07. | Los Angeles      | Infiniti Open                                 | World Series        | Hartplatz | Jim Courier     | Sébastien Lareau Alex O’Brien     |
| 21.07. | Umag             | International Championship of Croatia         | World Series        | Sand      | Félix Mantilla  | Dinu Pescariu Davide Sanguinetti  |
| 21.07. | Kitzbühel        | Generali Open 1997                            | World Series        | Sand      | Filip Dewulf    | Wayne Arthurs Richard Fromberg    |
| 28.07. | Amsterdam        | Grolsch Open 1997                             | World Series        | Sand      | Sláva Doseděl   | Paul Kilderry Nicolás Lapentti    |
| 28.07. | Toronto          | du Maurier Open                               | ATP Super 9         | Hartplatz | Chris Woodruff  | Mahesh Bhupathi Leander Paes      |

## August
| Datum1 | Ort          | Turnier                                   | Serie               | Belag2    | Sieger Einzel      | Sieger Doppel                    |
| ------ | ------------ | ----------------------------------------- | ------------------- | --------- | ------------------ | -------------------------------- |
| 04.08. | Cincinnati   | Great American Insurance ATP Championship | ATP Super 9         | Hartplatz | Pete Sampras       | Todd Woodbridge Mark Woodforde   |
| 04.08. | San Marino   | Internazionali di Tennis di San Marino    | World Series        | Sand      | Félix Mantilla     | Cristian Brandi Filippo Messori  |
| 11.08. | Indianapolis | RCA Championships                         | Championship Series | Hartplatz | Jonas Björkman     | Michael Tebbutt Mikael Tillström |
| 11.08. | New Haven    | Pilot Pen International                   | Championship Series | Hartplatz | Jewgeni Kafelnikow | Mahesh Bhupathi Leander Paes     |
| 18.08. | Boston       | U.S. Pro Tennis Championships             | World Series        | Hartplatz | Sjeng Schalken     | Jacco Eltingh Paul Haarhuis      |
| 18.08. | Long Island  | Waldbaum’s Hamlet Cup                     | World Series        | Hartplatz | Carlos Moyá        | Marcos Ondruska David Prinosil   |
| 25.08. | New York     | US Open                                   | Grand Slam          | Hartplatz | Patrick Rafter     | Jewgeni Kafelnikow Daniel Vacek  |

## September
| Datum1 | Ort         | Turnier                               | Serie          | Belag2        | Sieger Einzel       | Sieger Doppel                      |
| ------ | ----------- | ------------------------------------- | -------------- | ------------- | ------------------- | ---------------------------------- |
| 08.09. | Marbella    | Marbella Open                         | World Series   | Sand          | Albert Costa        | Karim Alami Julián Alonso          |
| 08.09. | Bournemouth | The Samsung Open                      | World Series   | Sand          | Félix Mantilla      | Kent Kinnear Aleksandar Kitinov    |
| 08.09. | Taschkent   | President’s Cup 1997                  | World Series   | Hartplatz     | Tim Henman          | Vincenzo Santopadre Vincent Spadea |
| 22.09. | Bukarest    | Open Romania                          | World Series   | Sand          | Richard Fromberg    | Luis Lobo Javier Sánchez           |
| 22.09. | Toulouse    | Grand Prix de Tennis de Toulouse      | World Series   | Hartplatz (i) | Nicolas Kiefer      | Jacco Eltingh Paul Haarhuis        |
| 23.09. | München     | Grand Slam Cup                        | Grand Slam Cup | Teppich (i)   | Pete Sampras        |                                    |
| 29.09. | Peking      | Beijing Open                          | World Series   | Hartplatz (i) | Jim Courier         | Mahesh Bhupathi Leander Paes       |
| 29.09. | Basel       | Davidoff Swiss Indoors                | World Series   | Teppich (i)   | Greg Rusedski       | Tim Henman Marc Rosset             |
| 29.09. | Palermo     | International Championships of Sicily | World Series   | Sand          | Alberto Berasategui | Andrew Kratzmann Libor Pimek       |

## Oktober
| Datum1 | Ort          | Turnier                      | Serie               | Belag2      | Sieger Einzel     | Sieger Doppel                    |
| ------ | ------------ | ---------------------------- | ------------------- | ----------- | ----------------- | -------------------------------- |
| 06.10. | Singapur     | Heineken Open                | Championship Series | Teppich (i) | Magnus Gustafsson | Mahesh Bhupathi Leander Paes     |
| 06.10. | Wien         | CA Tennis Trophy             | Championship Series | Teppich (i) | Goran Ivanišević  | Ellis Ferreira Patrick Galbraith |
| 13.10. | Ostrava      | IPB Czech Indoor             | World Series        | Teppich (i) | Karol Kučera      | Jiří Novák David Rikl            |
| 13.10. | Lyon         | Grand Prix de Tennis de Lyon | World Series        | Teppich (i) | Fabrice Santoro   | Ellis Ferreira Patrick Galbraith |
| 20.10. | Stuttgart    | Eurocard Open                | ATP Super 9         | Teppich (i) | Petr Korda        | Todd Woodbridge Mark Woodforde   |
| 20.10. | Mexiko-Stadt | Abierto Mexicano de Tenis    | World Series        | Sand        | Francisco Clavet  | Nicolás Lapentti Daniel Orsanic  |
| 27.10. | Paris        | 12th Paris Open              | ATP Super 9         | Teppich (i) | Pete Sampras      | Jacco Eltingh Paul Haarhuis      |
| 27.10. | Bogotá       | Cerveza Club Columbia Open   | World Series        | Sand        | Francisco Clavet  | Luis Lobo Fernando Meligeni      |

## November
| Datum1 | Ort               | Turnier                             | Serie                 | Belag2        | Sieger Einzel      | Sieger Doppel                       |
| ------ | ----------------- | ----------------------------------- | --------------------- | ------------- | ------------------ | ----------------------------------- |
| 03.11. | Santiago de Chile | Hellmann’s Cup                      | World Series          | Sand          | Julián Alonso      | Hendrik Jan Davids Andrew Kratzmann |
| 03.11. | Moskau            | Kremlin Cup                         | World Series          | Teppich (i)   | Jewgeni Kafelnikow | Martin Damm Cyril Suk               |
| 03.11. | Stockholm         | Stockholm Open                      | World Series          | Hartplatz (i) | Jonas Björkman     | Marc-Kevin Goellner Richey Reneberg |
| 10.11. | Hartford          | ATP Tour World Championship Doubles | ATP-Weltmeisterschaft | Teppich (i)   |                    | Rick Leach Jonathan Stark           |
| 17.11. | Hannover          | ATP Tour World Championship         | ATP-Weltmeisterschaft | Hartplatz (i) | Pete Sampras       |                                     |

- 1 Turnierbeginn (ohne Qualifikation)
- 2 Das Kürzel „(i)“ (= indoor) bedeutet, dass das betreffende Turnier in einer Halle ausgetragen wird.